# ルナチクス
ルナチクスは、特撮テレビ番組『ウルトラマンA』をはじめとする「ウルトラシリーズ」に登場する架空の怪獣（超獣）。別名は満月超獣。

## 『ウルトラマンA』に登場するルナチクス
『ウルトラマンA』第28話「さようなら夕子よ、月の妹よ」に登場。
かつて月の世界の地殻に潜んでマグマを吸い尽くし、死の星に変えた超獣。現在は地球のマグマ内で生息し、毎年10月の満月の夜に地上へ現れる。口から数万度の高熱火炎や400度の水蒸気を吐き、目玉をミサイルとして放つ。口には牙があり凶悪な面構えをしているが、ウサギ跳びを行うなどのユーモラスな面もある。マグマを溜めることにより、一時的にパワーアップできる。地中と地上でウルトラマンAを苦戦させるが、最後はエースリフターで火山に投げられ、マグマに落ちて焼死する。
- デザインは井口昭彦が担当した[9]。デザインモチーフはウサギで、鈴木が好んで用いる穴ディテールをあしらっている[9]。デザイン画では杵がモチーフと思われる武器を持っていた[9]。
- この回で南は月星人であり、ルナチクスを倒すために地球へ送られていたことが判明する。ただし、月星人の設定は急遽決定したものであり、それまでの回に伏線は一切ない（詳細はウルトラマンA#主人公を参照）。この回を最後に南は地球を去り、次回以降は北斗星司のみの単独変身となる。

## 『ウルトラマンメビウス』に登場するルナチクス
『ウルトラマンメビウス』第44話「エースの願い」に登場。
『ウルトラマンA』に登場したルナチクスの別個体で、GUYSのドキュメントTACにデータが記録されている。本作品ではヤプールの配下として登場する。初代と比べて目付きが鋭く、体毛が短くなっている。月におびき寄せられたフェニックスネストの脱出を封じる干渉フィールドを形成している石柱を守るために月面の地底から出現し、初代同様ウサギ跳びのように移動する。口から毒ガスやマグマ火炎を吐き、赤い目をミサイルのように撃ち出す（撃ち出された目はすぐに補充される）。干渉フィールドの放射ポイントを破壊しようとするGUYSの妨害を目論むが、放射ポイントをガンスピーダーの光線によって破壊されたうえ、石柱をフェニックスネストのフェニックス・フェノメノンによって破壊され、自身も月に駆けつけたウルトラマンAとの対決の末にメタリウム光線を受けて爆死する。
- スーツアクター：横尾和則
- この戦いの後、北斗星司と南夕子は再会を果たす。『A』で北斗と南を別れさせたルナチクスが、逆に今回は2人を再会させる形となっている。

## 『ウルトラギャラクシー大怪獣バトル』に登場するルナチクス
『ウルトラギャラクシー大怪獣バトル』第10話「予期せぬ再会」に登場。
ノーバとサラマンドラと共に、グランケープ補給基地に着陸しようとしたペンドラゴンを襲う。その後、ゴモラと死闘を繰り広げるが、突如出現したキングジョーブラック（円盤形態）のペダニウムランチャーを受けて倒される。
- スーツアクター：西村郎

## 『大怪獣バトル ウルトラ銀河伝説 THE MOVIE』に登場するルナチクス
映画『大怪獣バトル ウルトラ銀河伝説 THE MOVIE』に登場。
ウルトラマンベリアルのギガバトルナイザーの力で怪獣墓場から復活し、ベリアル軍団の1体となる。ウルトラマンメビウスと戦うが、最後はベリアルのギガバトルナイザーによる攻撃の巻き添えになって爆散する。
- 雑誌連載版
  - 『てれびくん』で連載された漫画版でもベリアル軍団の1体として、ウルトラ戦士やゴモラたちと戦うが、最後はウルトラマンゼロに倒される。
  - 『てれびくん』2009年12月号付録のメガサイズポスターでは、ウルトラマンAと戦う姿が描かれている。

## 『ウルトラゾーン』に登場するルナチクス
『ウルトラゾーン』第12話・第13話「いつも隣にホーがいる」に登場。
また、第4話ミニコーナー「OLのウワサ話」では部下のOLに「リアル鼻ピアス」とあだ名をつけられる。
第15話のアイキャッチでは、子供たちと馬跳びをしている姿が描かれている。

### 「いつも隣にホーがいる」
ホーが見える女性タマエの昔の恋人フミノリが亡くなる原因となった地割れの中にいた、白い怪獣。その存在はタマエにしか見えていなかったが、同様にホーが見える失恋した青年ノボルと出会った時に再び地中から現れ、街を襲い始める。巨大化したホーと戦うが、ホーを倒すと再び地中に潜ってゆく。

## 『ウルトラファイトビクトリー』に登場するルナチクス
『ウルトラファイトビクトリー』に登場。
衛星ゴルゴダでウルトラマンビクトリーナイトとビクトリーキラーが戦う最中、磔にされていたウルトラマンギンガを狙うべく巨大ヤプールに差し向けられるが、ナイトティンバーの力で復活したシェパードンと戦う。激しい肉弾戦の末、最後はシェパードンとビクトリーナイトの一斉攻撃・シェパードンビクトリウムフラッシュで、ビクトリーキラーと共に倒された。

## その他
- 漫画『かがやけ ウルトラの星』では怪獣軍団の一員として登場し、巨大ヤプールに率いられて四国地方に出現する。
- 漫画『大怪獣バトル ウルトラアドベンチャー』では第9話・第10話にヤプールの超獣軍団として登場する。
- 『めちゃ×2イケてるッ!』の『大怪獣バトル ウルトラ銀河伝説 THE MOVIE』の出演オーディションでは、アピールのためによくウサギ跳びをしていた。
- Twitterでのマグマ星人の発言によると、ウサギ跳びが得意（登場した際にウサギ跳びをしていることに由来）とのことである。
- 『ウルトラマンゼロ THE MOVIE 超決戦!ベリアル銀河帝国』の前日談にあたるショー『ウルトラマンベリアル THE STAGE 超最強!ベリアル銀河帝国』では、ウルトラマンベリアルを捕らえようと企むヤプールによって送り込まれる。ドラゴリーが倒された後、メビウスキラーと共に登場してベリアルを攻撃し、ヤプールに役立たずと見なされたダークゴーネを始末しようとする。最終的にはベリアルの力に惹かれたアイアロンと戦うが、アイアロンソニックを受けて倒される。着ぐるみは『ウルトラマンメビウス』以降の撮影用の物をそのまま使用している。[要出典]
- 『大怪獣バトル』の第4弾では技カードとして登場。スキルは『A』本編で見せる「高熱エネルギー蓄積」。